# Estádio João Cardoso
Das Estádio João Cardoso (deutsch João-Cardoso-Stadion, voller Name: Complexo Desportivo Estádio João Cardoso) ist ein Fußballstadion in der portugiesischen Kreisstadt Tondela, Distrikt Viseu. Es ist Eigentum und Spielstätte des Fußballvereins CD Tondela (Clube Desportivo de Tondela).

## Geschichte
Das 2008 eingeweihte Stadion liegt im Complexo Desportivo Tondela im Zentrum der Stadt und bietet 2.586 Plätze für die Besucher. Die Ränge des hufeisenförmigen Stadions mit überdachter Haupttribüne sind mit gelben und grünen Kunststoffsitzen in den Vereinsfarben bestuhlt. Des Weiteren gehört zu dem Sportkomplex u. a. ein Fußballfeld mit Kunstrasen und Flutlicht, eine Sporthalle, Parkplätze, Umkleidekabinen, Büroräume des Vereins, ein Pressekonferenzraum, ein Kraftraum, ein Raum zur medizinischen Versorgung und ein Bereich mit Sauna, Whirlpool und Entmüdungsbecken.
Der 1933 gegründete CD Tondela ist erstmals zur Saison 2015/16 in die Primeira Liga, die höchste portugiesische Spielklasse, aufgestiegen. Um die Anlage den Anforderungen der Primeira Liga anzupassen, gewährte der Kreisrat von Tondela in einem von Diskussionen geprägten Ratsbeschluss dem Verein Anfang Juni einen Kredit in Höhe von bis zu zwei Millionen Euro.